# Síndrome de Gerstmann-Sträussler-Scheinker
Síndrome de Gerstmann-Sträussler-Scheinker (SGSS) é uma doença neurodegenerativa genética muito rara causada por prions. Geralmente começa entre os 35 e os 55 anos, com sobrevida média de 5 anos após o início dos sintomas. Não confundir com Síndrome de Gerstmann. Estima-se que a incidência da GSS seja de 2 casos em cada 100 milhões de habitantes.

## Causa
É autossômica dominante devido a um gene mutante no cromossoma 20 p12, associado ao metabolismo dos prións.

## Sinais e sintomas
Os primeiros sintomas que ocorrem são a descoordenação motora (ataxia), tremores, dificuldade para andar, disartria (distúrbio da articulação da fala) e redução dos reflexos profundos. Com o tempo, pode surgir o nistagmo (movimento rápido dos olhos em uma direção com retorno lento à posição original) e surdez progressiva. A coordenação muscular diminui conforme os músculos se tornam rígidos. Com o tempo, os músculos que controlam a respiração e tosse enrijecem, o que causa o aumento do risco de pneumonia, a causa mais comum do óbito desses pacientes.

## Diagnóstico
O EEG pode ser normal ou discretamente lentificado, e os exames de neuroimagem (CT e RNM) mostram atrofia cerebral e cerebelar.

## Tratamento e prevenção
Como é uma doença genética sem cura, o tratamento é apenas sintomático, e pode incluir terapia ocupacional e psicoterapia que inclua a família para melhorar a qualidade de vida e reduzir a incapacidade nos últimos anos de vida. 